# Buffonellaria vitrea
Buffonellaria vitrea är en mossdjursart som först beskrevs av Osburn 1952.  Buffonellaria vitrea ingår i släktet Buffonellaria och familjen Celleporidae. Inga underarter finns listade i Catalogue of Life.